# Дідієрієві
Дідієрієві або дідієреєві (Didiereaceae) — родина дводольних рослин порядку гвоздикоцвітих.

## Загальна біоморфологічна характеристика

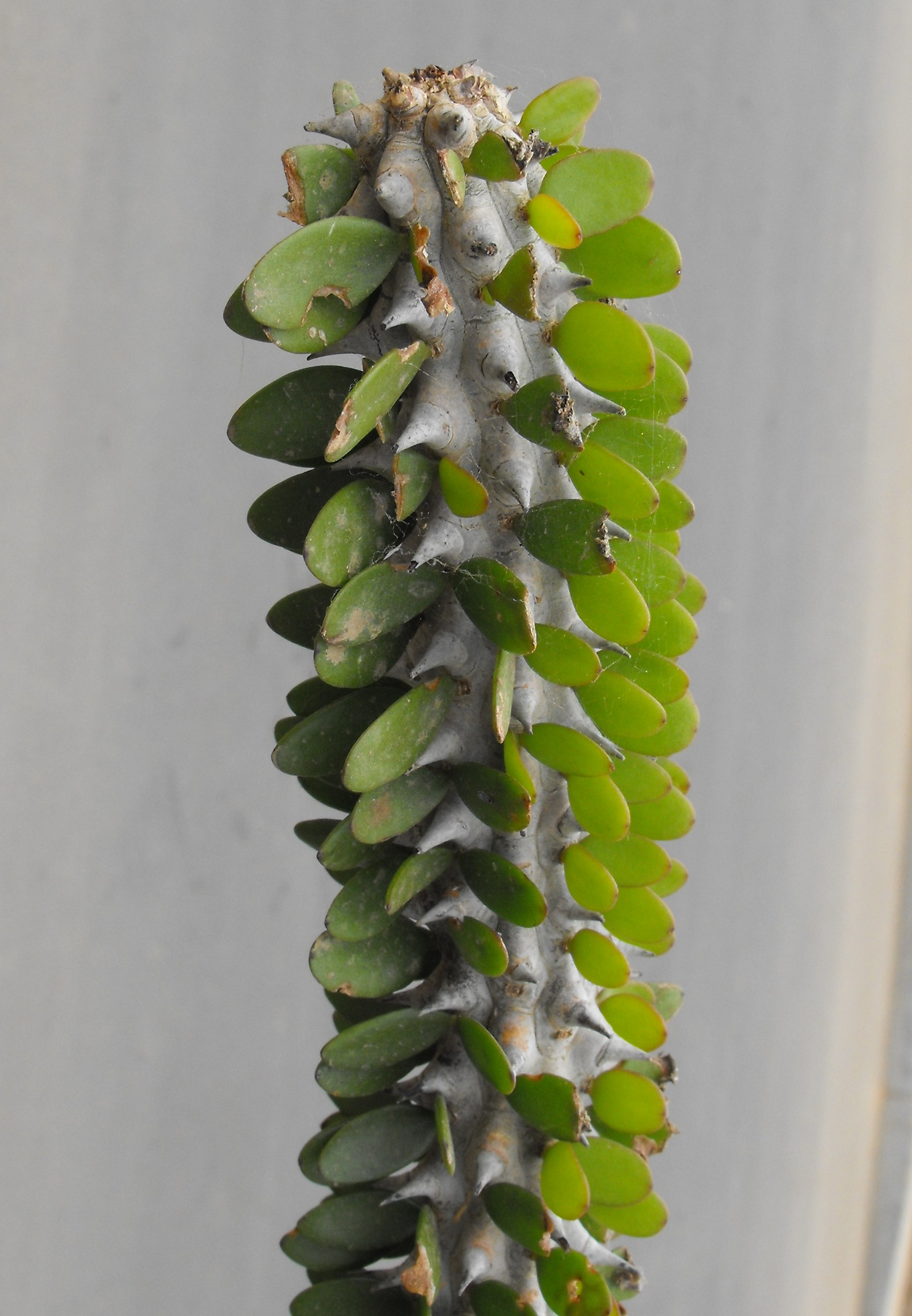
Alluaudia procera в зоопарку Сан-Дієго, Каліфорнія, США

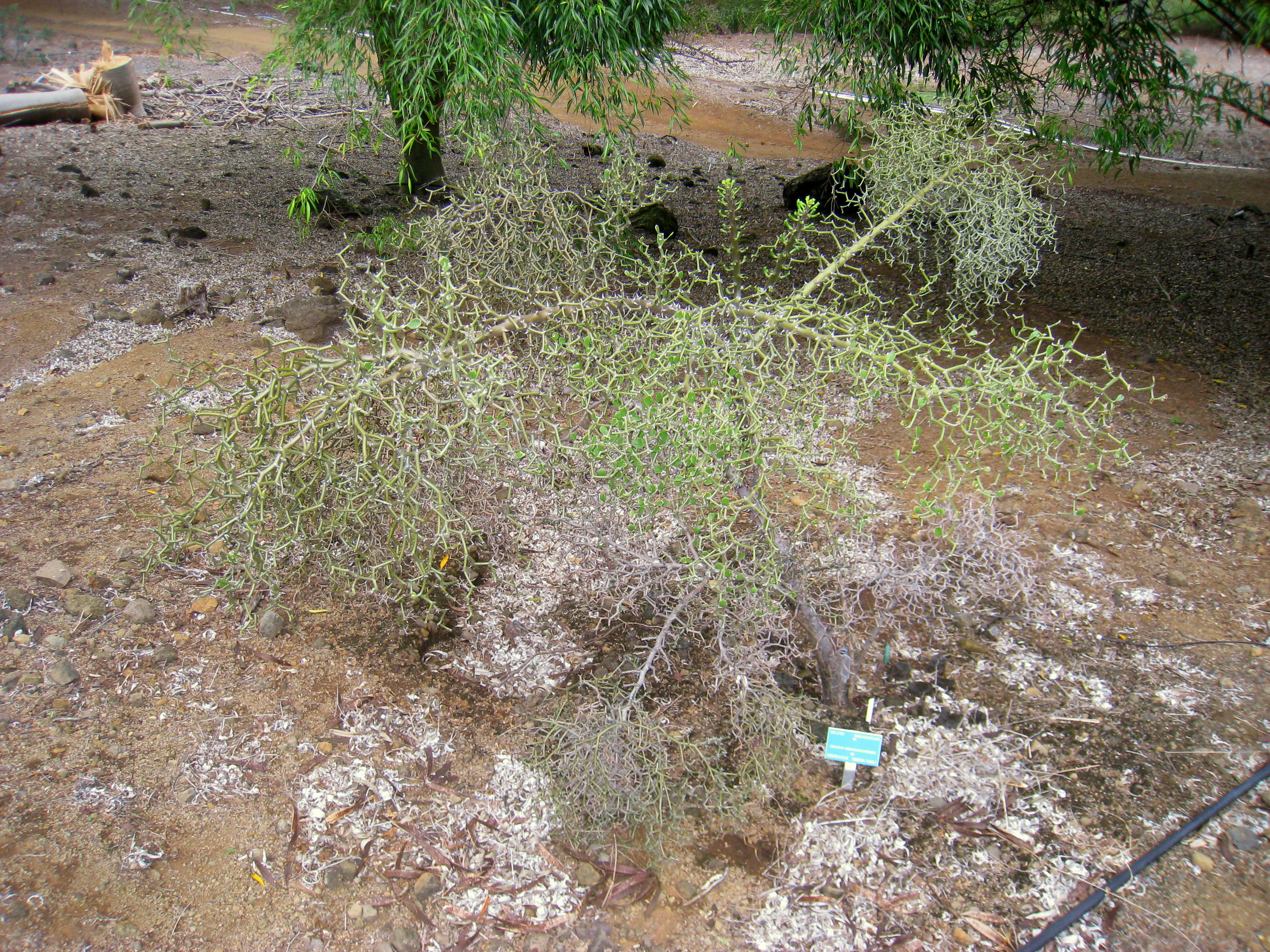
Decarya madagascariensis в, Гонолулу, Гаваї, США

Дідієрієві габітусом схожі на кактусові або кактусоподібні молочаї. За походженням вони найближчі до кактуових і портулакових. Рослини цієї родини мають схожість в будові вегетативних органів з примітивними представниками кактусів, і навіть можливе щеплення дідірієвих на пейрескіопсис (Pereskiopsis) і тріхосереус (Trichocereus). Являють собою дерева 10 — 15 м заввишки або чагарники 2 — 6 м заввишки. Стовбури і гілки вкриті шипами. Характерною ознакою рослин цієї родини є наявність двох типів пагонів: довгих, з невеличкими листками, які швидко опадають, і вкорочених, що розвиваються в пазухах листків довгих пагонів і гомологічних ареолам опунцієвих (кактусові). Вкорочені пагони мають шипи, розміщені поодиноко або групами, листки, зібрані по два або в пучках до десяти і квітки. З початком посушливого сезону на батьківщині дідієрієвих (квітень — травень) листки опадають і протягом наступних 5 місяців рослини лишаються без них. У цей час фотосинтез здійснюється хлорофілоноснимі ділянками стебла. Квітки зібрані в цимозні суцвіття, переважно дводомні за винятком квіток Decaryia madagascariensis (укр. декарія мадагаскарська), у якої відома жіноча двудомність (гінодієція): на одних рослинах квітки двостатеві, на інших жіночі. У основи кожної квітки дідієрієвих є два плівчатих приквітка, які зазвичай приймають за чашолистки. Чашолистків 4, вони розташовуються у два кола, білуваті, жовтуваті, зеленуваті, коричневі, рідше карміново-червоні, і зазвичай приймаються за пелюстки, яких немає. У чоловічих квітках тичинок 8-10 (13), розташованих у два кола, їх нитки слабо опушені і злегка зростаються в основі в кільце. Вони оточують стерильний, рудиментарний гінецей. У жіночих квітках тичинки перетворені в стамінодії. Гінецей сінкарпний, складається з 3 (4) плодолистків. Зав'язь тригніздова, але з одним фертильним гніздом, з одним прямим сім'язачатком. Плід сухий, не розкривається. Насіння із зігнутим зародком, без ендосперму або з дуже мізерним ендоспермом, з маленьким арілусом.

## Поширення
Рослини цієї родини входять до ендемічної флори Мадагаскару. Зростають лише в південній та південно-західній частині острова.

## Екологія
Ростуть у ксерофітних лісах або в заростях колючих чагарників, часто в співтоваристві з безлистими молочаями на вапняних, кам'янистих або піщаних ґрунтах. Зрідка піднімаються в гори на висоту 900—1200 м над рівнем моря.

## Систематика
Питання про приналежність дідієрієвих до того чи іншого порядку квіткових довго залишалося відкритим. І лише у другій половині XX століття порівняльно-морфологічні дослідження, а також дані фітохімії (встановлення наявності беталаїнів) дозволили з упевненістю підтвердити думку Ханса Халлієра (1908, 1912) про приналежність цих рослин до порядку гвоздикоцвітих.
За різними джерелами до родини дідієрієвих входить від 4 (Alluaudia, Alluaudiopsis, Decarya, Didierea) до 7 родів (Alluaudia, Alluaudiopsis, Calyptrotheca, Ceraria, Decarya, Didierea, Portulacaria).